# Pietro U. Dini
Pietro U. Dini (Pietrasanta, Itàlia, 1960). És lingüista i traductor italià. Des del 1998 és professor de Filologia bàltica i Lingüística a la Universitat de Pisa; ha estat professor de Lingüística a Potenza (Itàlia) i de llengües bàltiques a la Universitat d'Oslo. Es va especialitzar en els estudis bàltics a Lituània, Letònia, Polònia i Alemanya. Fou investit doctor honoris causa per la Universitat de Vílnius (2006); membre de l'Acadèmia de Ciències de Letònia (2004), membre de l'Acadèmia de Ciències de Lituània (2007) i de l'Acadèmia de Ciències de Göttingen (2010). L'any 2002 va ser distingit amb L'Orde de Guedimin pel president de la República de Lituània. Els seus interessos principals se centren en els camps de la lingüística històrica comparativa i de la història de la lingüística bàltica. És també traductor (sobretot de poesia) del lituà i del letó. Fou guardonat amb el premi Sant Jeroni (Šv. Jeronimo premijos, 2007) i amb els premis Poezijos Pavasaris (2007 i 2010), tots de traducció literària. Els últims anys, ha començat a traduir també del català.